# Grant Show

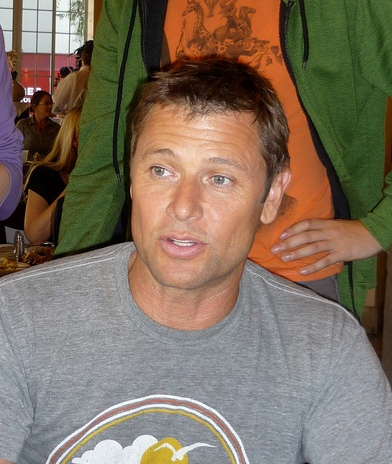
Grant Show (2009)

Grant Alan Show (* 27. Februar 1962 in Detroit) ist ein US-amerikanischer Schauspieler.

## Leben
Show wuchs in Kalifornien auf. Er erlernte die Schauspielkunst an der Samuel Ayer High School und danach an der University of California, Los Angeles. Von 1985 bis 1986 spielte Show die Rolle des Rick Hyde in der US-Fernsehserie Ryan’s Hope, die ihm Nominierungen für den Soap Opera Digest Award und den Daytime Emmy einbrachte. Danach studierte Show ein Jahr lang an der London Academy of Music and Dramatic Art.
In den Jahren 1992 bis 1997 spielte er in 158 Folgen der Fernsehserie Melrose Place die Rolle des Jake Hanson. Diesen verkörperte er auch im Serienableger Models Inc. und in zwei Folgen der Mutterserie Beverly Hills, 90210. In dem Fernsehdrama Der falsche Weg zum Glück von 1997 übernahm er unter der Regie von Peter Bogdanovich eine der Hauptrollen, und in Homeland Security spielte er 2004 eine größere Rolle neben Scott Glenn und Tom Skerritt.
Show war von 2004 bis 2011 mit der Schauspielerin und ehemaligem Model Pollyanna McIntosh verheiratet.
Seit August 2012 ist er mit der Schauspielerin Katherine LaNasa verheiratet. Die beiden haben eine gemeinsame Tochter.

## Filmografie (Auswahl)
- 1985–1987: Ryan’s Hope (Fernsehserie, 5 Folgen)
- 1989–1990: True Blue (Fernsehserie, 12 Folgen)
- 1992: Eine Frau, ihre Männer und ihr Futon (A Woman, Her Men, and Her Futon)
- 1992: Beverly Hills, 90210 (Fernsehserie, 2 Folgen)
- 1992–1997: Melrose Place (Fernsehserie, 158 Folgen)
- 1994: Models Inc. (Fernsehserie, Folge 1x01)
- 1997: Der falsche Weg zum Glück (The Price of Heaven)
- 1998: Eis – Wenn die Welt erfriert (Ice)
- 1999: Die Gen-Akte: Fenster von Hölle (The Alchemists)
- 2001: UC: Undercover (Fernsehserie, 2 Folgen)
- 2002: Six Feet Under – Gestorben wird immer (Six Feet Under, Fernsehserie, 3 Folgen)
- 2003: Encrypt – Der Schlüssel zum Überleben (Encrypt)
- 2003: Sex & the Single Mom
- 2004: Homeland Security – Im Zeichen des Terrors (Homeland Security)
- 2004: Marmalade
- 2005: More Sex & the Single Mom
- 2005: Strong Medicine: Zwei Ärztinnen wie Feuer und Eis (Strong Medicine, Fernsehserie, 5 Folgen)
- 2005–2006: Beautiful People (Fernsehserie, 4 Folgen)
- 2005–2006: Point Pleasant (Fernsehserie, 13 Folgen)
- 2007: Raw Footage (Kurzfilm)
- 2007: The Girl Next Door
- 2007: Dirt (Fernsehserie, 4 Folgen)
- 2008: Swingtown (Fernsehserie, 13 Folgen)
- 2008–2009, 2011: Private Practice (Fernsehserie, 7 Folgen)
- 2009: Grey’s Anatomy (Fernsehserie, Folge 5x15')
- 2009–2010: Aus Versehen glücklich (Accidentally on Purpose, Fernsehserie, 16 Folgen)
- 2011: Big Love (Fernsehserie, 5 Folgen)
- 2011: Burn Notice (Fernsehserie, 3 Folgen)
- 2011–2012: CSI: Den Tätern auf der Spur (CSI: Crime Scene Investigation, Fernsehserie, 2 Folgen)
- 2012: Possession – Das Dunkle in dir (The Possession)
- 2013: The Exes (Fernsehserie, Folge 3x04)
- 2013–2016: Devious Maids – Schmutzige Geheimnisse (Devious Maids, Fernsehserie, 44 Episoden)
- 2015: Criminal Minds (Fernsehserie, Folge 10x11)
- 2017–2022: Der Denver-Clan (Dynasty, Fernsehserie)
- 2019: PS Es weihnachtet sehr (Write Before Christmas. Fernsehfilm)